# Înțelegerea limbajului natural
Înțelegerea limbajului natural sau interpretarea limbajului natural (ILN) este un subdomeniu al prelucrării limbajului natural în inteligența artificială care se ocupă cu înțelegerea lecturii automate. Înțelegerea limbajului natural este considerată o problemă IA-completă.
Acest domeniu prezintă un interes comercial considerabil, fapt datorat pontețialului aplicării acestuia în raționamentul automat, traducerea automată, sistemele de tip întrebare-răspuns, colecționarea de știri, clasificarea documentelor, activare vocală, arhivare și analiza conținutului media pe scară largă.

## Componente și arhitectură
Indiferent de abordarea utilizată, cele mai multe sisteme de înțelegere a limbajului natural împărtășesc unele componente comune. Un astfel de sistem are nevoie de un lexicon de limbă și de un parser și reguli gramaticale pentru a împărți textul în propoziții și pentru a le transforma mai departe într-o reprezentare internă. Construcția unui lexicon bogat cu o ontologie adecavtă necesită un efort semnificativ, așa cum se observă în cazul WordNet, unde au fost necesari mulți om-ani.
Sistemul trebuie de asemenea să cunoască teorie semantică pentru a ghida înțelegerea. Capacitățile de interpretare a unui sistem de înțelegere a limbajului natural depind de teoria semantică folosită. Diversele teorii semantice ale limbii fac anumite compromisuri în adecvarea lor ca bază a interpretării semantice automate. Acestea variază de la semantică naivă sau analiză semantică stocastică până la utilizarea pragmaticii pentru a deriva sensul din context. Parserele semantice convertesc textele în limbaj natural în reprezentări formale ale sensului.
Aplicațiile avansate de înțelegere a limbajului natural adaugă și un nivel de inferență logică. Acest lucru este în general obținut prin maparea sensului derivat la un set de afirmații logice de ordinul întâi, iar apoi folosesc deducția logică pentru a trage concluzii. Prin urmare, sistemele bazate pe limbaje funcționale, precum Lisp, necesită un subsistem pentru a reprezenta afirmații logice, în timp ce sistemele orientate pe logică, precum cele care folosesc limbajul Prolog, se bazează în general pe o extensie a reprezentării logice pre-existente.
Manipularea contextului în înțelegerea limbajului natural poate prezenta provocări speciale. Varietatea de exemple și contra-exemple s-a concretizat în mai multe abordări de modelare formală a contextului, fiecare cu anumite puncte forte și slăbiciuni.